# Vandmiljø
Vandmiljø er betegnelsen for miljøet i og omkring vandområder, både søer og vandløb og havet (som betegnes det marine vandmiljø). Det omfatter også grundvandet og dets kvalitet og de naturlige betingelser, som dyr og planter forbundet med vandområderne lever under.

## Forurening af vandmiljøet
Forskellige former for forurening af vandmiljøet har været et opmærksomhedspunkt i blandt andet EU og mange af dets medlemslande, herunder Danmark, i en årrække. Spildevand og spildevandsrensning er betydningsfulde punktforureningskilder, mens udledning af næringsstoffer og pesticider fra landbruget og fra kraftværker (via luften).
EU har vedtaget et vandrammedirektiv, som trådte i kraft i 2000 og udstikker de overordnede regler for beskyttelsen af vandløb, søer, overgangsvande (flodmundinger, laguner o.l.), kystvande og grundvand i alle EU-lande. I Danmark er vandrammedirektivet efterfølgende blevet udmøntet i lovgivningen om vandplanlægning, som har resulteret i udarbejdelsen af forskellige vandområdeplaner. De afløste de tidligere danske vandmiljøplaner (Vandmiljøplan 1 fra 1987, Vandmiljøplan 2 fra 1998 og Vandmiljøplan 3 fra 2004).